# Insecure
Insecure est une série télévisée américaine en 44 épisodes d'environ 30 minutes créée par Larry Wilmore et Issa Rae, et diffusée entre le 9 octobre 2016 et le 26 décembre 2021 sur HBO et au Canada sur HBO Canada.
En France, la série est diffusée depuis le 10 octobre 2016 sur OCS City, au Québec depuis le 4 janvier 2017 sur Super Écran et en Belgique depuis le 11 mai 2017 sur Be Séries. Cette série reste inédite en Suisse.

## Synopsis
Issa, une jeune femme afro-américaine qui approche la trentaine, remet en question sa vie et ses projets de vie à travers de nouvelles expériences. 

## Distribution

### Acteurs principaux
- Issa Rae (VF : Fily Keita) : Issa Dee
- Jay Ellis (VF : Jean-Louis Tilburg) : Lawrence Walker
- Yvonne Orji (VF : Annie Milon) : Molly Carter
- Lisa Joyce (VF : Olivia Luccioni) : Frieda (saisons 1 à 3)
- Natasha Rothwell (VF : Laura Zichy) : Kelli (depuis la saison 2, récurrente saison 1)
- Amanda Seales (en) (VF : Souria Adèle [saisons 1 et 2], Martine Maximin [saisons 3 et 4]) : Tiffany DuBois (depuis la saison 2, récurrente saison 1)
- Y'lan Noel (en) (VF : Daniel Lobé) : Daniel King (depuis la saison 2, récurrent saison 1)

### Acteurs récurrents
- Neil Brown Jr. (VF : Asto Montcho) : Chad Kerr
- Wade Allain-Marcus (VF : Olivier Korol) : Derek DuBois
- Catherine Curtin (VF : Nathalie Homs) : Joanne
- Maya Erskine : Diane Nakamura
- Dominique Perry (VF : Alice Taurand) : Tasha
- Gail Bean : Rasheeda
- Heather Mazur (VF : Marie-Laure Dougnac) : Hannah Richards-Foster
- Sujata Day (en) (VF : Laëtitia Godès) : Sarah
- Ivan Shaw (en) (VF : Stéphane Fourreau) : Justin
- Veronica Mannion (VF : Dorothée Pousséo) : Kitty
- Langston Kerman (en) (VF : Jhos Lican) : Jared
- Mason McCulley (VF : Laurent Morteau) : Ken
- Kathreen Khavari (en) (VF : Céline Legendre-Herda) : Patricia
- L. Scott Caldwell : Cee Cee Carter
- Denise Dowse (en) : Dr Rhonda
- Jean Elie (VF : Eilias Changuel) : Ahmal Dee
- Spencer Garrett (en) : John Merrill
- Lil Rel Howery : Quinton
- David Hull (VF : Stéphane Vasseur) : Travis Moore
- Sarunas J. Jackson (VF : Philippe Bozo) : Alejandro « Dro » Peña
- Leon Thomas III : Eddie
- Jasmine Kaur (VF : Nadine Girard) : Aparna

Version française
- Société de doublage : Karina Films[8]
- Adaptation des dialogues : Sébastien Michel[9]
- Direction artistique : Claudio Ventura[9]

 Source et légende : version française (VF) sur RS Doublage   et Doublage Séries Database

## Production

### Développement
En août 2013, la chaîne câblée HBO annonce le développement du projet de série comique de Larry Wilmore et Issa Rae, basé sur les mésaventures d'une afro-américaine. Le 4 février 2015, la chaîne annonce la commande d'un épisode pilote.
Le 15 octobre 2015, HBO annonce officiellement après le visionnage du pilote, la commande du projet de série.
Le 26 mai 2016, le lancement de la série est annoncée pour l'automne 2016 et que la première saison sera composée de huit épisodes,. Le 30 juillet 2016, HBO dévoile la date pour le 9 octobre 2016.
Le 14 novembre 2016, HBO annonce la reconduction de la série pour une deuxième saison de dix épisodes, puis a été réduite à huit épisodes pour permettre de la lancer l'été 2017.
Le 14 mars 2017, le lancement de la deuxième saison est annoncé au 23 juillet 2017,.
Le 8 août 2017, HBO annonce la reconduction de la série pour une troisième saison,.
Le 6 septembre 2018, la série est reconduite pour une quatrième saison,.
Le 1er mai 2020, la série est renouvelée pour une cinquième saison qui doit reprendre à partir d'octobre 2021.

### Casting
L'annonce du casting a débuté le 6 août 2013, avec Issa Rae. Le 24 août 2015, Jay Ellis rejoint la distribution dans le rôle de Lawrence et Yvonne Orji dans celui de Molly. Le 26 mai 2016, Neil Brown Jr. est annoncé dans le rôle récurrent de Chad.

### Tournage
La série est tournée dans les villes de Los Angeles et Inglewood en Californie aux États-Unis.

## Épisodes

### Première saison (2016)
1. P*** d'insécure! (Insecure as F**k)
2. P*** de B*** ! (Putain de Bordel !) (Messy As Fuck)
3. P*** de raciste ! (Racist As Fuck)
4. P*** d'envie ! (Thirsty As Fuck)
5. P*** de louche ! (Shady As Fuck)
6. P*** de coupable ! (Guilty As Fuck)
7. P*** de réalité ! (Real As Fuck)
8. P***, c'est plié ! (Broken As Fuck)

### Deuxième saison (2017)
Elle a été diffusée du 23 juillet au 10 septembre 2017.
1. Carrément génial (Hella Great)
2. Carrément question de principes (Hella Questions)
3. Carrément libérée (Hella Open)
4. Carrément L.A. (Hella LA)
5. Carrément secoués (Hella Shook)
6. Carrément goulus (Hella Blows)
7. Carrément Manque de Respect (Hella Disrespectful)
8. Carrément de nouvelles perspectives (Hella Perspective)

### Troisième saison (2018)
Elle a été diffusée du 12 août au 30 septembre 2018.
1. Genre-faire de son mieux (Better-Like)
2. Genre-familier (Familiar-Like)
3. Genre-à la renverse (Backwards-Like)
4. Genre-renouveau (Fresh-Like)
5. Genre-perché (High-Like)
6. Genre-prête (Ready-Like)
7. Genre-obsessionnel (Obsessed-Like)
8. Genre-fantôme (Ghost-Like)

### Quatrième saison (2020)
Elle est diffusée depuis le 12 avril 2020.
1. Tranquillement moi-même (Lowkey Feelin' Myself)
2. Tranquillement distante (Lowkey Distant)
3. Tranquillement reconnaissante (Lowkey Thankful)
4. Tranquillement en perte de contrôle (Lowkey Losin' It)
5. Tranquillement passer à autre chose (Lowkey Movin' On)
6. Tranquillement soûlée (Lowkey Done)
7. Tranquillement flippée (Lowkey Trippin')
8. Tranquillement heureuse (Lowkey Happy)
9. Tranquillement faite de son mieux (Lowkey Trying)
10. Tranquillement perdue (Lowkey Lost)

Kerry Washington a réalisé l'épisode 9 de cette saison.

### Cinquième saison (2021)
Note : Pour les informations de renouvellement voir la section Production.
Cette dernière saison de dix épisodes est diffusée depuis le 24 octobre 2021.
1. Retrouvailles, okay (Reunited, Okay?!)
2. Growth, Okay?!
3. Pressure, Okay?!
4. Faulty, Okay?!
5. Surviving, Okay?!
6. Tired, Okay?!
7. Chillin', Okay?!
8. Choices, Okay?!
9. Out, Okay?!
10. Everything Gonna Be, Okay?!

## Réception critique
| Saison | Saison | Critique                 | Critique              |
| Saison | Saison | Rotten Tomatoes          | Metacritic            |
| ------ | ------ | ------------------------ | --------------------- |
|        | 1      | 8,57 (61 critiques)      | 84/100 (33 critiques) |
|        | 2      | 8,11/10 % (40 critiques) | 90/100 (13 critiques) |
|        | 3      | 7,2/10 (17 critique)     | 84/100 (8 critique)   |

## Nominations et récompenses
La série, plusieurs acteurs et l'équipe technique ont été nommés ou récompensés.
Golden Globes
| Année | Travail nommé | Catégorie                                            | Résultat   |
| ----- | ------------- | ---------------------------------------------------- | ---------- |
| 2017  | Issa Rae      | Meilleure actrice dans une série musicale ou comique | Nomination |
| 2018  | Issa Rae      | Meilleure actrice dans une série musicale ou comique | Nomination |

AFI Awards
| Année | Travail nommé | Catégorie                     | Résultat |
| ----- | ------------- | ----------------------------- | -------- |
| 2018  | Insecure      | Programme télévisé de l'année | Lauréat  |

African-American Film Critics Association
| Année | Travail nommé | Catégorie                    | Résultat |
| ----- | ------------- | ---------------------------- | -------- |
| 2016  | Insecure      | Top 10 des séries de l'année | 4e place |
| 2017  | Insecure      | Top 10 des séries de l'année | 3e place |

BET Awards
| Année | Travail nommé | Catégorie         | Résultat   |
| ----- | ------------- | ----------------- | ---------- |
| 2017  | Issa Rae      | Meilleure actrice | Nomination |

Black Reel Awards for Television
| Année | Travail nommé                        | Catégorie                                              | Résultat   |
| ----- | ------------------------------------ | ------------------------------------------------------ | ---------- |
| 2017  | Issa Rae                             | Meilleure actrice dans une comédie                     | Lauréat    |
| 2017  | Debbie Allen                         | Meilleure réalisation dans une comédie                 | Lauréat    |
| 2017  | Raphael Saadiq, Kier Lehman, Solange | Meilleure musique                                      | Nomination |
| 2017  | Jay Ellis                            | Meilleur acteur dans un second rôle dans une comédie   | Nomination |
| 2017  | Yvonne Orji                          | Meilleure actrice dans un second rôle dans une comédie | Nomination |
| 2017  | Insecure                             | Meilleure comédie                                      | Nomination |
| 2017  | Issa Rae                             | Meilleure scénario dans une comédie                    | Nomination |

Dorian Awards
| Année | Travail nommé | Catégorie          | Résultat   |
| ----- | ------------- | ------------------ | ---------- |
| 2017  | Insecure      | Comédie de l'année | Nomination |

Gold Derby Awards
| Année | Travail nommé | Catégorie                                | Résultat   |
| ----- | ------------- | ---------------------------------------- | ---------- |
| 2017  | Issa Rae      | Meilleure actrice dans un rôle principal | Nomination |

Image Awards
| Année | Travail nommé                                    | Catégorie                                              | Résultat   |
| ----- | ------------------------------------------------ | ------------------------------------------------------ | ---------- |
| 2017  | Insecure                                         | Meilleure comédie                                      | Nomination |
| 2017  | Issa Rae                                         | Meilleure actrice dans une comédie                     | Nomination |
| 2017  | Issa Rae, Larry Wilmore épisode Insecure as Fuck | Meilleure direction dans une comédie                   | Nomination |
| 2017  | Issa Rae, Larry Wilmore épisode Insecure as Fuck | Meilleure scénario dans une comédie                    | Nomination |
| 2017  | Yvonne Orji                                      | Meilleure actrice dans un second rôle dans une comédie | Nomination |
| 2017  | Issa Rae, Larry Wilmore épisode Real as Fuck     | Meilleure scénario dans une comédie                    | Nomination |
| 2018  | Insecure                                         | Meilleure comédie                                      | Nomination |
| 2018  | Issa Rae                                         | Meilleure actrice dans une comédie                     | Nomination |
| 2018  | Yvonne Orji                                      | Meilleure actrice dans un second rôle dans une comédie | Nomination |
| 2018  | Jay Ellis                                        | Meilleur acteur dans un second rôle dans une comédie   | Lauréat    |
| 2018  | Issa Rae, Larry Wilmore épisode Hella Great      | Meilleure scénario dans une comédie                    | Nomination |
| 2018  | Issa Rae épisode Hella Perspective               | Meilleure scénario dans une comédie                    | Nomination |

MTV Movie & TV Awards
| Année | Travail nommé | Catégorie           | Résultat   |
| ----- | ------------- | ------------------- | ---------- |
| 2017  | Insecure      | Série de l'année    | Nomination |
| 2017  | Issa Rae      | Nouvelle génération | Nomination |

NAMIC Vision Awards
| Année | Travail nommé | Catégorie                              | Résultat |
| ----- | ------------- | -------------------------------------- | -------- |
| 2017  | Insecure      | Comédie                                | Lauréat  |
| 2017  | Issa Rae      | Meilleure performance dans une comédie | Lauréat  |

Satellite Awards
| Année | Travail nommé | Catégorie                                                      | Résultat   |
| ----- | ------------- | -------------------------------------------------------------- | ---------- |
| 2017  | Issa Rae      | Meilleure actrice dans une série télévisée musicale ou comique | Nomination |

Television Critics Association Awards
| Année | Travail nommé | Catégorie                              | Résultat   |
| ----- | ------------- | -------------------------------------- | ---------- |
| 2017  | Issa Rae      | Réussite individuelle dans une comédie | Nomination |